# Експеримент Кавендіша
Експериме́нт Каве́ндіша — перший експеримент, у якому була виміряна сила гравітації між масами в лабораторних умовах, а також, перша методика, яка дозволила визначити точне значення гравітаційної сталої, проведений у 1797—1798 роках англійським вченим Генрі Кавендішем. З врахуванням систем мір того часу, гравітаційна стала не була вказана явно у працях Кавендіша. Замість неї було визначено середню густину Землі, що рівнозначне до визначення маси Землі. Це було перше точне обчислення цих геофізичних сталих. Для проведення експерименту Кавендіш використав результати попередніх робіт з 1783 року його земляка, геолога Джона Мічелла, що створив обладнання під назвою «крутильні терези». Дж. Мічелл помер у 1793 році і не завершив своїх досліджень, а його обладнання перейшло до Френсіса Джона Гайд Волластона (англ. Francis John Hyde Wollaston), а потім до Генрі Кавендіша, який переробив дещо прилад, не порушуючи оригінального задуму Мічелла. Далі Кавендіш провів на обладнанні серію вимірювань, а результати опублікував у Philosophical Transactions of the Royal Society у 1798 році.

## Експеримент

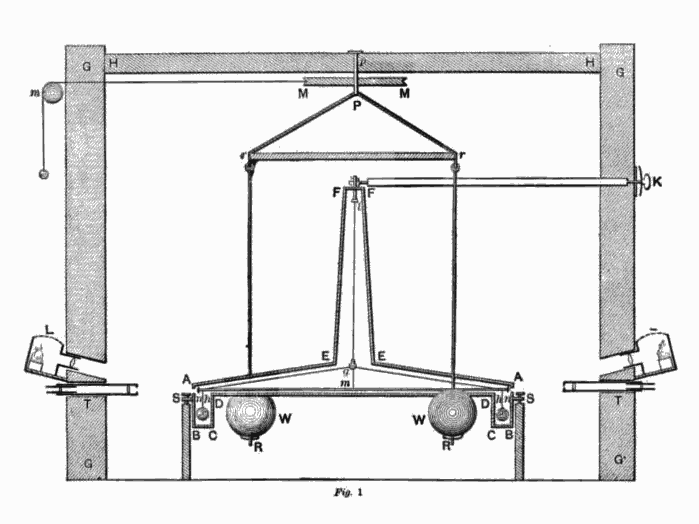
Осьовий вертикальний розріз крутильних терезів Кавендіша разом з корпусом. Більші кулі підвішені на коромислі у спосіб, що робив можливим його повертання відносно точки підвісу, змінюючи відстань до менших куль за допомогою механізму на базі шківа, з виведеним кінцем шнура на зовні (Ілюстрація 1 з документації Кавендіша).

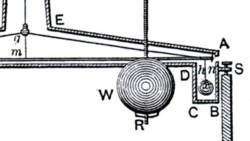
Фрагмент рисунку, що розкриває особливості конструкції крутильних терезів: плече (m), більша куля (W), менша куля (x) і захисна оболонка (ABCDE)

Крутильні терези виконані на базі дерев'яного стрижня (коромисла) довжиною 6 футів (1,8 м) підвішеного на дроті довжиною близько 1 м з міді, покритого сріблом, на кінцях якого були закріплені свинцеві кулі діаметром 3 дюйми (51 мм) і масою 1,61 фунта (0,73 кг). Дві 12-дюймові (300 мм) свинцеві кулі масою 348 фунтів (158 кг) розташовані поблизу менших куль на відстані близько 9 дюймів (230 мм), закріплені на незалежній підвісці. В експерименті вимірювалась сила взаємодії між малою і великою кулями.
Дві більші кулі розташовувались на протилежних сторонах горизонтального дерев'яного коромисла терезів. Взаємне притягання до менших куль спричиняло повертання коромисла приводячи до скручування дроту на якому воно підвішене. Коромисло поверталось на кут, при якому сила скручення дроту зрівноважувала гравітаційну силу притягання між кулями. Знаючи кут повороту і момент сили скручування залежно від кута, Кавендіш зміг визначити силу взаємодії пари мас. Оскільки гравітаційна сила, з якою Земля діє на меншу кулю може бути виміряна безпосередньо шляхом її зважування, із співвідношення двох сил можна визначити густину Землі на основі закону всесвітнього тяжіння.
Кавендіш обчислив, що густина Землі у 5,448 ± 0,033 разів більша від густини води (через просту помилку при обчисленнях, яку зауважив Френсіс Бейлі, помилкове значення, що приводиться у документах, становило 5,48 ± 0,038).
Щоб обчислити величину крутного моменту, прикладеного до дроту для даного кута повороту, Кавендіш обчислив жорсткість при крученні через визначення періоду власних коливань крутильного маятника, виведеного зі стану рівноваги. Період коливань становив близько 20 хвилин. Знаючи розмір і кут повертання коромисла можна обчислити значення крутного моменту. Насправді коромисло ніколи не було у стані спокою. Кавендіш змушений був вимірювати кут відхилення в умовах коливань.
Як на ті часи, обладнання Кавендіша характеризувалось досить високою чутливістю. Сила від скручування, приведена до плеча коромисла була надзвичайно малою, 1,74 × 10−7 Н, близько 1/50 000 000 від ваги меншої кулі або відповідала вазі піщинки.
Щоб зменшити похибки вимірювань спричинені повітряними потоками і зміною температури, Кавендіш помістив апаратуру у дерев'яний корпус з товщиною стінки 3 фути (0,61 м), висотою 10 футів (3 м) i шириною 10 футів (3 м), розташованому у закритому приміщенні. Спостереження коливань Кавендіш проводив через два отвори у стінах приміщення за допомогою телескопа. Коливання коромисла становили менше 0,16 дюйма (4,1 мм). Кавендіш зміг виміряти такі малі відхилення з точністю до 0,01 дюйма завдяки ноніусу на кінці плеча.
Reich (1838), Baily (1843), Cornu & Baille (1878) та багато інших дослідників повторювали експеримент Кавендіша. Точність експерименту не могли покращити упродовж 97 років, зробив це Чарлз Вернон Бойз у 1895 році. У цей період крутильні терези Мічелла були основним обладнанням для вимірювання гравітаційної сталої (G) і більшість сучасних методик є лише їх модифікаціями. З огляду на це описана методика дослідження отримала назву експеримент Кавендіша.

## Чи Кавендіш визначив гравітаційну сталу G?
Отримані результати Кавендіш подавав як визначення густини Землі, а свій експеримент у листуванні називав «зважуванням світу». Минуло багато років, перш ніж Закон всесвітнього тяжіння, у формулюванні якого застосовується гравітаційна стала, став загальноприйнятим. Одна з перших згадок про гравітаційну сталу належить до 1873 року (через 75 років після публікацій Кавендіша). 
З цієї причини історики науки твердять, що Кавендіш не вимірював гравітаційної сталої.
Втім, наступні автори уже інтерпретували його результати у сучасній формі де:
{\displaystyle G=g{\frac {R_{3}^{2}}{M_{3}}}={\frac {3g}{4\pi R_{3}\rho _{3}}},}
Після переходу на одиниці SI і підстановкою густини Землі отриманої Кавендішом 5,448 г см−3 можна обчислити
G = 6,74 × 10−11 м³ кг−1 с−2,
що лише на 1% відрізняється від сучасного загальноприйнятого значення: 6,67384 × 10−11 м³ кг−1 с−2 .
Тому часто Кавендішу приписують заслугу першості у визначенні гравітаційної сталої.
Фізики часто використовують вирази, у яких гравітаційна стала має інший вигляд. Серед астрономічних констант має застосування гравітаційна стала Гауса (k), запропонована Гаусом у праці Theoria motus corporum coelestium in sectionibus conicis solem ambientum («Теорія руху небесних тіл, які обертаються навколо Сонця по конічних кривих») від 1809 року, а експеримент Кавендіша можна розглядати як метод визначення астрономічної одиниці. У часи Кавендіша фізики використовували однакові одиниці для маси і сили тяжіння. Далі, беручи {\displaystyle g} як стандартне прискорення, а {\displaystyle R_{3}} було відоме, {\displaystyle \rho _{3}} виконувала роль величини, оберненої до гравітаційної сталої. Через це густина Землі була величиною, пошук значення якої був досить інтенсивним у ті часи, що підтверджують також інші спроби дослідників (наприклад, Шихаліонський експеримент англ. Schiehallion experiment у 1774 році).

## Визначення G і маси Землі
Опис умовних позначень подано у таблиці в кінці розділу.
Подана методика не відбиває методику, якою користувався Кавендіш, але показує як сучасні фізики можуть скористатись його результатами. Відповідно до закону Гука, момент сили є пропорційним до кута повороту коромисла {\displaystyle \theta }.
{\displaystyle M=-\kappa \theta \,}
де константа {\displaystyle \kappa }, що носить назву «жорсткість при крученні» і залежить від параметрів підвісу (виду матеріалу, довжини і діаметра дроту). Крім цього момент сили може бути записаний як добуток сили взаємного протягування куль і відстані точки підвісу від осі обертання. Оскільки є дві пари куль і кожна взаємодіє із силою F на відстані L/2 від осі, повний момент буде становити LF. Прирівнюючи обидва рівняння, можна записати:
{\displaystyle \kappa \theta \ =LF\,}
Сила F згідно із законом всесвітнього тяжіння І.Ньютона:
{\displaystyle F={\frac {GmM}{r^{2}}}\,}

Схема крутильного маятника

Підставляючи її до першого рівняння отримуємо
{\displaystyle \kappa \theta \ =L{\frac {GmM}{r^{2}}}\qquad \qquad \qquad (1)\,}
З метою визначення жорсткості підвісу при крученні ({\displaystyle \kappa }), Кавендіш виміряв період вільних коливань T системи:
{\displaystyle T=2\pi {\sqrt {I/\kappa }}}
що дає
{\displaystyle T=2\pi {\sqrt {\frac {mL^{2}}{2\kappa }}}\,}
Знаходячи з нього {\displaystyle \kappa }, після підстановки в (1) і визначення G можна отримати:
{\displaystyle G={\frac {2\pi ^{2}Lr^{2}}{MT^{2}}}\theta \,}
Знаючи G, можна використати силу земного тяжіння для обчислення маси і густини Землі:
{\displaystyle mg={\frac {GmM_{3}}{R_{3}^{2}}}\,}
{\displaystyle M_{3}={\frac {gR_{3}^{2}}{G}}\,}
{\displaystyle \rho _{3}={\frac {M_{3}}{4\pi R_{3}^{3}/3}}={\frac {3g}{4\pi R_{3}G}}\,}
| Визначення позначень        |                                                                 |                                                                                          |
| {\displaystyle \theta \,}   | {\displaystyle {\mbox{radians}}\,}                              | Відхилення коромисла від стану рівноваги                                                 |
| {\displaystyle F\,}         | {\displaystyle {\mbox{N}}\,}                                    | Сила гравітації між масами M і m                                                         |
| {\displaystyle G\,}         | {\displaystyle {\mbox{m}}^{3}{\mbox{kg}}^{-1}{\mbox{s}}^{-2}\,} | Гравітаційна стала                                                                       |
| {\displaystyle m\,}         | {\displaystyle {\mbox{kg}}\,}                                   | Маса меншої свинцевої кулі                                                               |
| {\displaystyle M\,}         | {\displaystyle {\mbox{kg}}\,}                                   | Маса більшої свинцевої кулі                                                              |
| {\displaystyle r\,}         | {\displaystyle {\mbox{m}}\,}                                    | Відстань між центрами куль меншої і більшої коли терези мають відхил від стану рівноваги |
| {\displaystyle L\,}         | {\displaystyle {\mbox{m}}\,}                                    | Довжина коромисла, відстань між центрами менших куль                                     |
| {\displaystyle \kappa \,}   | {\displaystyle {\mbox{N}}\,{\mbox{m}}\,{\mbox{radian}}^{-1}\,}  | Жорсткість при крученні дроту підвісу коромисла                                          |
| {\displaystyle I\,}         | {\displaystyle {\mbox{kg}}\,{\mbox{m}}^{2}\,}                   | Крутний момент коромисла терезів                                                         |
| {\displaystyle T\,}         | {\displaystyle {\mbox{s}}\,}                                    | Період коливань торсіонного маятника                                                     |
| {\displaystyle g\,}         | {\displaystyle {\mbox{m}}\,{\mbox{s}}^{-2}\,}                   | Прискорення вільного падіння на поверхні Землі                                           |
| {\displaystyle M_{3}\,}     | {\displaystyle {\mbox{kg}}\,}                                   | Маса Землі                                                                               |
| {\displaystyle R_{3}\,}     | {\displaystyle {\mbox{m}}\,}                                    | Радіус Землі                                                                             |
| {\displaystyle \rho _{3}\,} | {\displaystyle {\mbox{kg}}\,{\mbox{m}}^{-3}\,}                  | Густина Землі                                                                            |